# Eleccions presidencials de la República de la Xina de 1996
Les eleccions presidencials de la República de la Xina de 1996 (1996年中華民國總統選舉) van ser unes eleccions presidencials celebrades el 23 de març de 1996 al territori de la província de Taiwan, a la República de la Xina. Foren les primeres eleccions presidencials directes i democràtiques en la història de Taiwan. En les anteriors huit eleccions el President i Vice-president havien estat triats per votació dels diputats de l'Assemblea Nacional, d'acord amb la Constitució de la República de la Xina de 1947.
El resultat dels comicis fou la victòria del fins aleshores President Lee Teng-hui, del Partit Nacionalista (PN) i de Lien Chan com a Vice-president. Lee triumfà amb el 54% dels vots emesos. La seua elecció estigué precedida per proves militars amb míssils en aigües territorials per part de la República Popular Xinesa (RPX). Això fou un intent d'intimidació cap a l'electorat taiwanés i d'atemorir als votants de Lee, tot i que la tàctica fou un fracás. La participació fou del 76,04% del cens electoral.
El fins aleshores governant Partit Nacionalista (PN) presentà com a candidat a la presidència a Lee Teng-hui al XIVé Congrés del Partit a l'agost de 1995 després d'haver descartat instituir un sistema intern de primàries proposat pels seus oponents al partit. Lee trià com a company de candidatura Lien Chan, qui havia intentat renunciar al seu càrrec de Primer Ministre per tal de presentar-se als comicis amb Lee. El President no acceptà la dimissió de Lien, ja que tots els potencials successors d'aquest al càrrec tenien poques probabilitats de ser investits per la cambra legislativa. Després de les eleccions, el Yuan Judicial va permetre Lien compaginar ambdós càrrecs.
L'opositor Partit Progressista Democràtic (PPD) dugué a terme un extens procés de primàries: el candidat presidencial fou elegit després de dues votacions i cinquanta debats públics entre els dos finalistes. Hsu Hsin-liang, Lin Yi-hsiung, You Ching i Peng Ming-min competiren pel nominament. Peng, de 72 anys, resultà triomfant i nomenà al diputat Hsieh Chang-ting com a candidat a la Vicepresidència. Peng s'oposà al comerç amb la República Popular Xinesa (RPX) fins que aquesta no tractara "Taiwan com a un igual". Tot i que argumentà que la política d'"Una Xina" conduirïa a un altre incident 228, va assumir que Taiwan ja era independent de facto i que una declaració d'independència era innecessària mentre la RPX no atacara Taiwan. No obstant això, Peng rebutjà la unificació de la Xina, descrivint la idea com a "suïcida" i "autodestructiva".
Un antic governador provincial de Taiwan, Lin Yang-kang, va concòrrer com a candidat independent presidenciable amb l'ex Primer Ministre Hau Pei-tsun com a candidat a la vicepresidència. Després de presentar la seua candidatura, foren recolzats pel Partit Nou (PN). Ambdós candidats foren expulsats del Partit Nacionalista el 13 de desembre de 1995. Lin defensava la unificació xinesa i l'obertura de vincles amb la Xina comunista. Argumentava que, Lee i el Partit Nacionalista, havien abandonat qualsevol intent de reunificació.
Una altra candidatura independent fou la formada per l'ex-president del Yuan de Control Chen Li-an com a presidenciable i el membre del mateix Yuan Wang Ching-feng com a candidata a la vicepresidència. Chen Li-an, fill de l'ex-Primer Ministre i Vicepresident Chen Cheng, usà el seu lideratge budista com a líder laïc de la Fo Guang Shan per a reivindicar la puresa moral i el govern honest. Va marxar a peu per tot Taiwan per difondre les seues idees durant huitanta dies lluint un capell de palla.
L'ex-alcalde de Taipei Kao Yu-shu retirà la seua candidatura el gener de 1996. L'escriptora feminista Shih Chi-ching també es postulà com a presidenciable, seleccionant com a companya de candidatura a Wu Yue-chen. No obstant això, la campanya de Shih finalitzà quan el Yuan Judicial dictaminà que la candidatura de l'escriptora no era vàlida en no haver reunit els suports necessaris. Els atacs baixos i la desinformació fou la tònica general entre els quatre presidenciables. Els nacionalistes difongueren que la màfia havia amputat el braç del progressista Peng per deutes impagats. En realitat, Peng havia perdut el seu braç durant un atac aeri nord-americà a Nagasaki durant la segona guerra mundial. L'independent Lin Yang-kang afirmà que Lee Teng-hui havia estat membre del Partit Comunista Xinès, fet que Lee negà en el seu moment però que va admetre en una entrevista l'any 2002. El web del Partit Nacionalista també va patir ciberatacs. Per la seua banda, Chen Li-an criticà els altres quatre candidats per la seua avançada edat.
Entre el 8 i 15 de març, l'Exèrcit Popular d'Alliberament envià míssils balístics a 46 i 65 quilòmetres de distància dels ports de Keelung i Kaohsiung, en aigües territorials de la República de la Xina. Aquest acte fou un intent d'intimidació cap a l'electorat taiwanés que pensara votar a Lee o Peng, els quals el govern de Pequín havia descrit com a "absolutament idèntics en les intencions de dividir la pàtria". De manera semblant, l'independent Chen Li-an va advertir "si voteu Lee Teng-hui, esteu triant la guerra". La crisi finalitzà quan dos grups de portaavions nord-americans se posicionaren prop de les costes de taiwaneses.
Lee, qui va fer una crida a resistir el "terrorisme d'estat", fou vist com un líder fort capaç de negociar amb la RPX. Per aquesta raó, molts electors independentistes del sud de l'illa votaren a Lee. El Lianhe Bao, un períodic de Taipei, informà que el 15% dels vots rebuts per Lee provenien de simpatitzants del PPD.

## Resultats
| Candidat a president Candidat a vicepresident | Candidat a president Candidat a vicepresident | Partit                               | Vot popular | %      |
| --------------------------------------------- | --------------------------------------------- | ------------------------------------ | ----------- | ------ |
|                                               | Lee Teng-hui Lien Chen                        | Partit Nacionalista (PN)             | 5.813.699   | 54%    |
|                                               | Peng Ming-min Hsieh Chang-ting                | Partit Progressista Democràtic (PPD) | 2.274.586   | 21,13% |
|                                               | Lin Yang-kang Hau Pei-tsun                    | Independent                          | 1.603.790   | 14,90% |
|                                               | Chen Li-an Wang Ching-feng                    | Independent                          | 1.074.044   | 9,98%  |
| Total                                         | Total                                         | Total                                | 10.766.119  | 100%   |
| Vots vàlids                                   | Vots vàlids                                   | Vots vàlids                          | 10.766.119  | 98,92% |
| Vots invàlids                                 | Vots invàlids                                 | Vots invàlids                        | 117.160     | 1,08%  |
| Vots totals                                   | Vots totals                                   | Vots totals                          | 10.883.279  | 100%   |
| Cens estimat i participació                   | Cens estimat i participació                   | Cens estimat i participació          | 14.313.288  | 76,04% |